# La Monumental

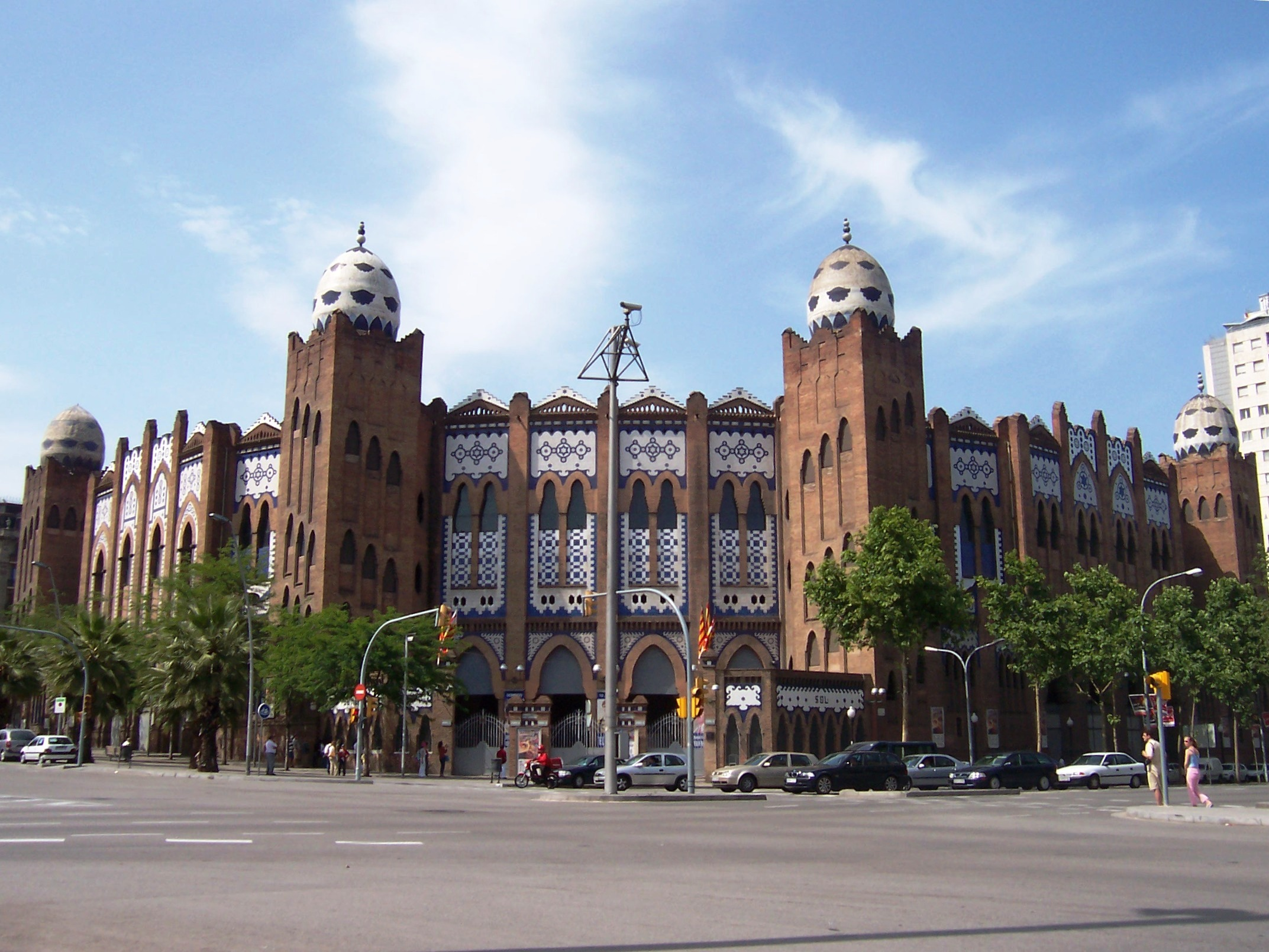
La Monumental

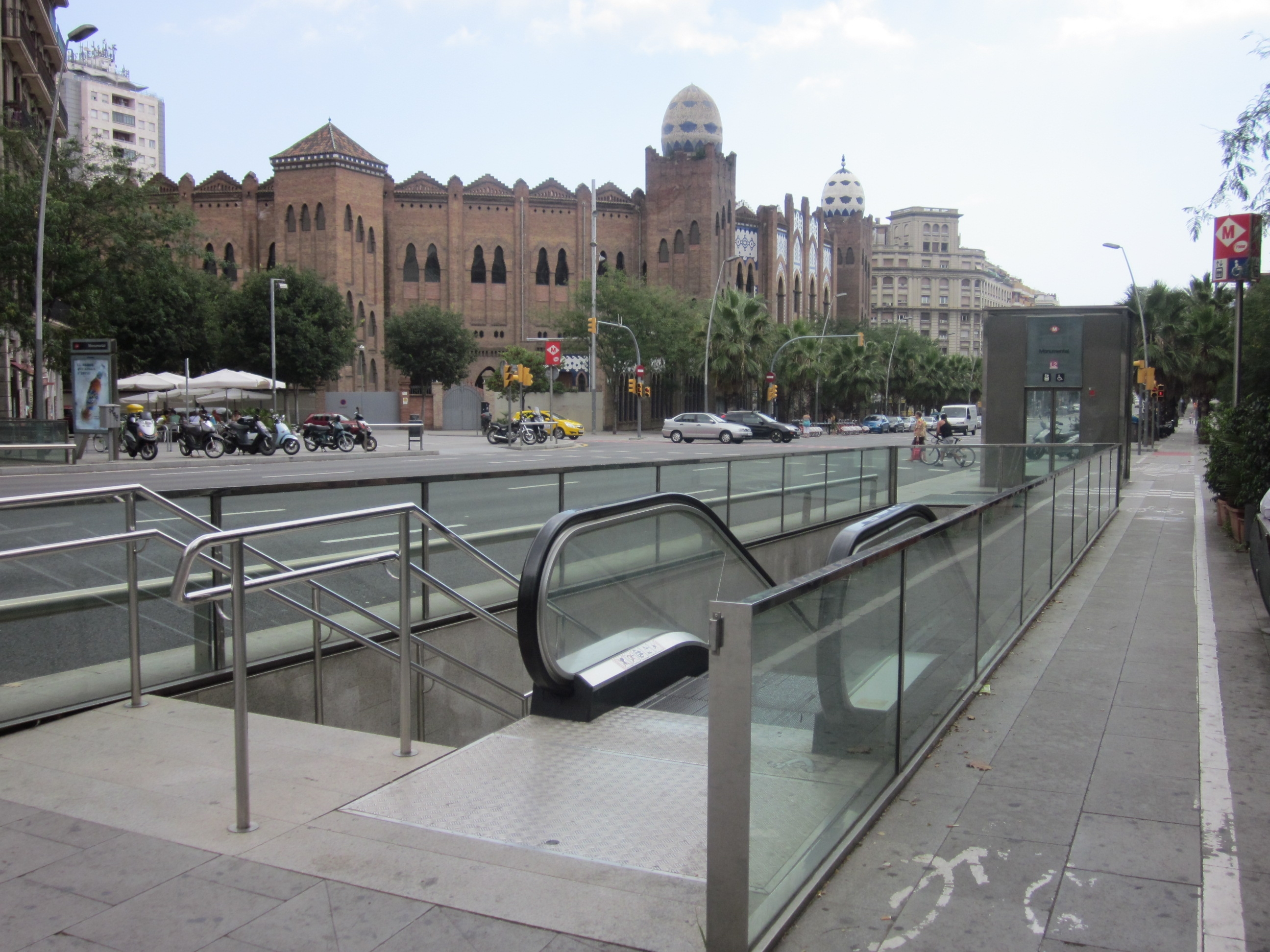
Metrostation Monumental

La Monumental (voluit Plaça de Braus de la Monumental) is een voormalige arena voor stierengevechten in de stad Barcelona in Spanje. Het gebouw bevindt zich op de kruising van Gran Via de les Corts Catalanes en de Carrer de la Marina. Metrostation Monumental, naast het gebouw, is ernaar vernoemd.
Het gebouw is op 12 april 1914 in gebruik genomen en biedt plaats aan een kleine twintigduizend toeschouwers. De arena werd in moderne stijl ontworpen door Manuel Joaquim Raspall i Mayol, een latere toevoeging in neo-Moorse stijl was van Ignasi Mas i Morell en Domènec Sugrañes i Gras. De arena behoorde met Las Ventas in Madrid en la Maestranza in Sevilla tot de drie belangrijkste in Spanje en werd onder andere bespeeld door de toptorero José Tomás.
Op 25 september 2011, drie maanden voor de afschaffing van stierengevechten in de regio Catalonië, vonden er de laatste stierengevechten plaats. Sindsdien wordt het gebouw gebruikt voor circusvoorstellingen en concerten. Al eerder traden grootheden op als de Beatles (1965), de Rolling Stones (1976), Bob Marley (1980), Tina Turner (1990), Dire Straits (1992) en Bruce Springsteen (1992).
Les Arenes, een van de twee andere voormalige stierenarena's in Barcelona, is nu een winkelcentrum. De derde werd al eerder afgebroken.